# KTSSM
 
KTSSM（Korea Tactical Surface-to-Surface Missile）は、大韓民国が開発した戦術弾道ミサイルである。 

## 設計と開発
KTSSMは、北朝鮮の長距離砲を迅速に無力化するために開発された。砲兵キラーと呼ばれ、ハンファが国防科学研究所（ADD）と共同設計した。
固定発射台から4つのミサイルをほぼ同時に発射でき、射程は180kmである。発射台とミサイルのセットで190万ドルの費用がかかる。これらのミサイルはGPSで誘導され目標の2メートル以内に命中する精度を持ち、地下数メートルの地下壕や防護された地下目標物、あるいは厚さ1.5メートル（4.9フィート）のコンクリートを貫通することができる成形熱弾頭を持っている。
アメリカ合衆国のMGM-140 ATACMSミサイルに似ているが、KTSSMの方が安価で精度が高く、射程も短いが、カウンター攻撃の役を果たすには十分である。このミサイルには2つのバージョンがある。M1978/M1989 コクサン 170mm榴弾砲とM1985/M1991 240mm無誘導多連装ロケット砲（MRLS）へ攻撃用の KTSSM-1 と、KN-09 300mm MRLS と KN-02 短距離弾道ミサイルを攻撃する自走式システムの KTSSM-2 があり、熱貫通弾頭を採用したブロック I 版と高爆発弾頭を搭載したブロック II 版がある。 
開発は2014年から2017年まで4億1,800万ドルの費用をかけて行われ、2017年10月に試射に成功した。2018年3月、韓国陸軍は、軍事境界線付近の北朝鮮軍の強固に防護された長距離砲拠点を破壊することを目的に、KTSSMとK239 MLRSで構成される砲兵旅団を新たに創設し、同年10月に発足すると発表した。配備は2019年に予定されていたが、アメリカが重要部品の購入を承認していなかったため、当初は2023年に延期された。2019年には、2021年にKTSSMが配備されると報じられた。

## 参照
1. ↑  “South Korean Tactical Ballistic Missile To Be Ready By 2018 | Defense content from Aviation Week”. aviationweek.com. 2017年10月26日閲覧。
2. ↑  South Korea tests new missile capable of striking Scuds. UPI.com. 25 October 2017.
3. 1 2  South Korea to deploy ‘artillery killer’ to destroy North Korean bunkers. Defense News. 19 March 2018.
4. 1 2  South Korea: New artillery brigade equipped with KTSSM ballistic missile. Army Recognition. 21 March 2018.
5. 1 2  South Korea Is Deploying Hyper-Precise Missiles to Protect Seoul from North Korea. The National Interest. 1 April 2018.
6. ↑  Seoul describes new surface-to-surface missile. Korea JoongAng Daily. 13 August 2019.